# Blondie Forbes
Tracie Forbes, meglio conosciuto come "Blondie" Forbes (Monroe, ... – ...; fl. XX secolo), è stato un giocatore di poker statunitense.
Viene considerato uno degli inventori del Texas hold 'em. Nel 1980 è stato inserito nel Poker Hall of Fame.